# Smilax muscosa
Smilax muscosa är en enhjärtbladig växtart som beskrevs av Joaquim Franco de Toledo. Smilax muscosa ingår i släktet Smilax och familjen Smilacaceae. Inga underarter finns listade.